# Caio Blinder
Caio Kraiser Blinder (São Paulo, 14 de agosto de 1957) es un periodista y presentador de televisión brasileño.
Vive en los Estados Unidos y presenta un programa de televisión Manhattan Connection retransmitido por el canal GNT del grupo Globosat. También es corresponsal de la radio Rede Jovem Pan, escribe para el Diário de Notícias de Lisboa y para las revistas Exame y Primeira Leitura. Tiene un máster en Estudios Latinoamericanos por la Universidad de Ohio y otro en Relaciones Internacionales por la Universidad de Notre Dame. Dio clases de Relaciones Internacionales en la Universidad de Indiana Bloomington y fue corresponsal en los Estados Unidos del periódico Folha de S. Paulo. Él asume que habían probado la marihuana.
Caio Blinder participa en el Manhattan Connection desde el principio del programa en 1993. De familia judía, vive en Nueva Jersey con sus hijas Ana y Aiza y su esposa filipina Alma. Cuando era joven participó en el movimiento juvenil judío Chazit Hanoar.
Es autor de Terras prometidas, libro con reflexiones sobre la condición judía, que van desde la política a la cultura, de la observación cotidiana a la filosofía milenaria, de las relaciones internacionales a los recuerdos personales.

## Controversias

### Ofensa a mujeres árabes
En abril de 2011, durante el programa Manhattan Connection, llamó a Rania de Jordania y a Noor de Jordania, embajadora de la ONU y reina de Jordania y casada con el rey Abdalá II de Jordania «piranha». También ofendió de la misma manera a una de las nueras del expresidente de Egipto, Hosni Mubarak, la Amira al-Taweel da Arabia Saudita y la Asma al-Asad. Por ello, la embajada de Jordania envió una protesta formal contra las afirmaciones del periodista al palacio de Itamaraty, sede del Ministerio de Relaciones Exteriores de Brasil. El editor jefe del programa, Lucas Mendes, pidió disculpas en directo por las afirmaciones. Blinder admitió su error en una entrevista concedida al Jornal Imprensa y se retractó en directo una semana después de lo ocurrido.

### Defensa del asesinato de científicos iraníes
En enero de 2012, en el mismo programa, Caio Blinder justificó el asesinato de científicos iraníes como una forma de evitar posibles muertes, así como para intimidar otros científicos de Irán, país al que consideró «estado terrorista».

### Jair Bolsonaro
El periodista apoyó a Michel Temer en 2016, lo que facilitó el ascenso al poder de Jair Bolsonaro, algo de lo que luego se arrepintió.